# Jaden Bojsen
Jaden Bojsen, född 1 augusti 2000 i Sylt, är en tysk skådespelare och sångare. Han är bland annat känd för sin roll som Niklas i tv-serien Pepparkornen. Han är en flickidol i Tyskland och var tidigare med i tyska pojkgruppen New District men är numera soloartist.

## Karriär
- 2010–2012: Musikalen Tarzan (som ung Tarzan)
- 2014: Pepparkornen
- 2015–2017: Medlem i pojkbandet New District
- 2017-: Soloartist

## Singlar
- "Better than me"
- "Every breath you take"
- "The Weekend"